# Maurice Deprez
Maurice Deprez (Brussel, 1886) was een Belgisch ijshockeyer.

## Levensloop
Deprez was op clubniveau actief bij de Fédération des Patineurs de Belgique (FPB) en diens opvolger Club des Patineurs de Bruxelles (CPB).
Op het Europees kampioenschap van 1910 in het Zwitserse Les Avants (nabij Montreux) en het Europees kampioenschap van 1914 in het Duitse Berlijn won hij met de nationale ploeg brons. Op het EK van 1913 in het Duitse München wonnen ze goud. Deprez was de Belgische topschutter op dit EK met zeven doelpunten. Ook nam hij deel aan het LIHG kampioenschap van 1912 te Brussel, alwaar hij met zijn team derde eindigde. Ten slotte maakte hij deel uit van de Belgische ploeg op de Olympische Spelen van 1920 te Antwerpen.
Daarnaast was hij actief als referee.